# Кенбай (Сагізький сільський округ)
Кенба́й (каз. Кенбай) — село у складі Кзилкогинського району Атирауської області Казахстану. Входить до складу Сагізького сільського округу.
Населення — 85 осіб (2021; 167 у 2009, 294 у 1999, 479 у 1989).